# Atractus badius
Espèce
Synonymes
- Brachyorrhos badius Boie, 1827
- Rhabdosoma badium subbicinctum Jan, 1862
- Atractus micheli Mocquard, 1904

Atractus badius est une espèce de serpents de la famille des Dipsadidae.

## Répartition
Cette espèce se rencontre en Guyane, au Suriname, au Guyana, en Colombie, en Équateur, au Pérou et au Brésil.

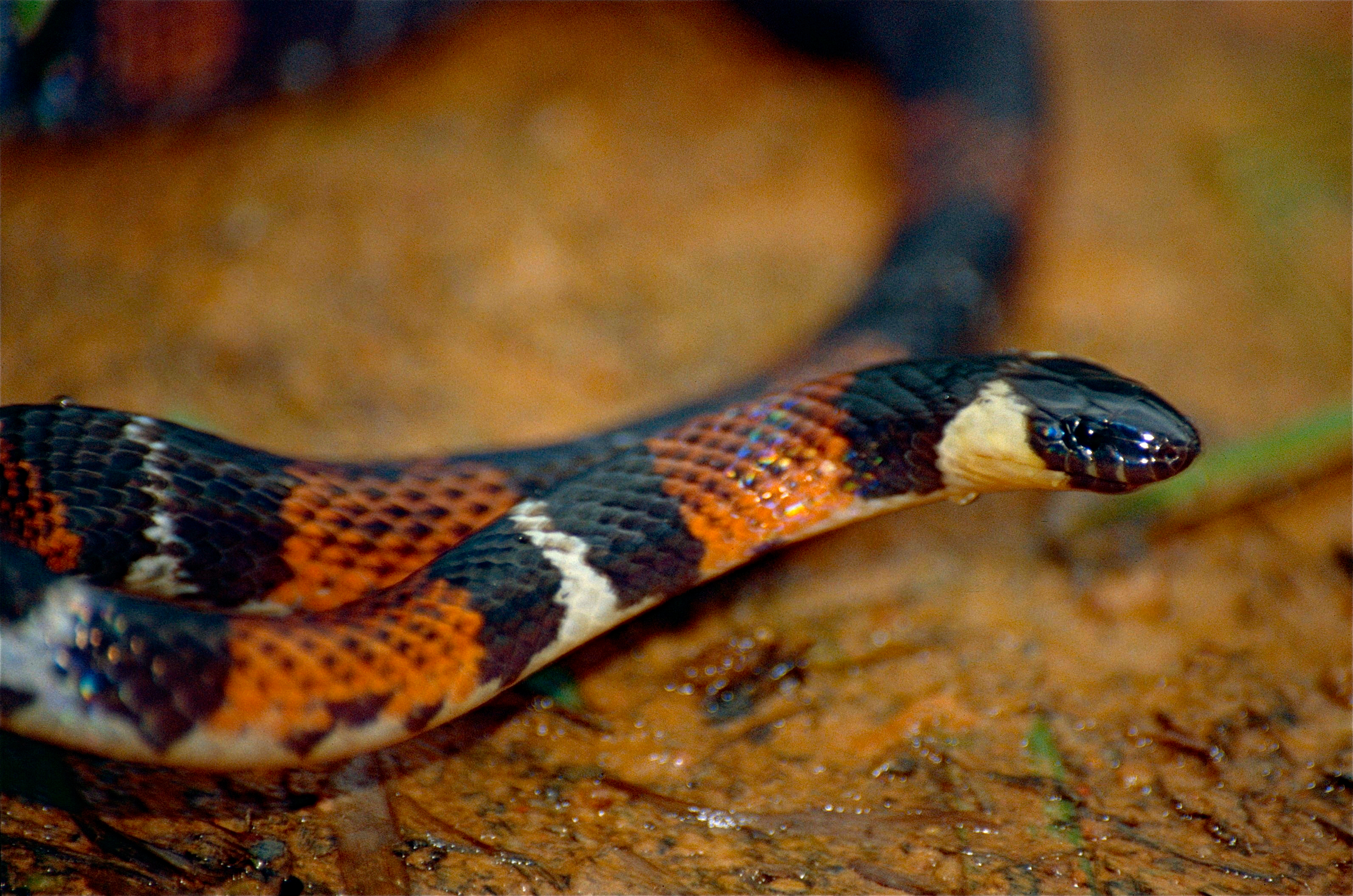

## Publication originale
- Boie, 1827 : Bemerkungen über Merrem's Versuch eines Systems der Amphibien, 1. Lieferung: Ophidier.  Isis von Oken, Jena, vol. 20, p. 508-566 (texte intégral)